# Barnim VIII de Poméranie
Pour les articles homonymes, voir Barnim.
Barnim VIII de Poméranie (né en 1405/1407 – † entre le 15 et le 19 décembre 1451)  fut Duc de Poméranie–Wolgast–Barth de la maison de Greifen.

## Biographie
Barnim VIII est le fils aîné du duc  Warcisław VIII de Poméranie-Wolgast. À la mort de son père en 1415 sa veuve, Agnes de Saxe-Lauenbourg, assume la régence de ses deux fils 
Barnim VIII et Swantibor IV comme de ceux de son beau-frère Barnim VI;  
Warcisław IX et Barnim VII.  Agnès est assistée d'un conseil de régence dirigé par Kord Bonow. Quand les différents princes sont devenus  majeurs, le 6 décembre 1425, la Poméranie est partagée: Barnim VIII et Swantibor IV reçoivent la  Poméranie-Barth.
Barnim VIII prend part aux actions de corsaires du Danemark contre les navires de la Ligue hanséatique. En 1427 avec son parent le roi danois Éric de Poméranie, il conduit une flotte dano-suédoise qui défont la flotte de la 
Hanse dans une bataille navale dans l'Øresund.  Ils  capture un convoi de navires marchands de la Hanse
en route pour la mer Baltique.  Barnim VIII participe à des tournois. Lors d'un tournoi en 1434, il est désarçonné de son cheval par un noble qui sera plus tard maire de Stralsund, Arnd Voth.
Swantibor et Barnim divide ensuite leur part du duché entre eux en 1435,  Swantibor obtient l'île de Rügen et la cité de Stralsund et Barnim reçoit la terre ferme avec Tribsees à l'exception de Stralsund.  À la mort de Swantibor sans héritier en 1440, Rügen et Stralsund reviennent à  Barnim.
En 1441, Barnim conquiert  la péninsule de Fischland-Darss-Zingst  sur les Cisterciens de l'abbaye  Saint-Nicolas d'Hiddensee.  Avec l'accord de ses cousins il engage ses possessions de Barth, Zingst et Damgarten à sa nièce Catherine de Werle pour 20000guilders. En 1445, Barnim VII et Barnim VIII défendent la cité de Pasewalk contre l'électeur Frédéric II de Brandebourg.
Barnim VIII meurt de la peste en 1451 et il est inhumé dans l'abbaye de Neuenkamp.

## Union et postérité
Barnim VIII épouse  Anne fille du comte Henri de Wunsdorf. Ils ont une fille: 
- Agnes (1434– †  9 mai 1512) qui épouse d'abord le 9 février 1449, le margrave Frédéric III  le Gros de Brandebourg (né vers 1424 - †  1463), puis en 1478 le prince Georges II d'Anhalt-Dessau[1].